# كاريل لي رو
كاريل لي رو (بالإنجليزية: Carel le Roux) هو منافس ألعاب قوى جنوب أفريقي، ولد في 31 أغسطس 1972.

## وصلات خارجية
- كاريل لي رو على موقع الاتحاد الدولي لألعاب القوى (الإنجليزية)
- كاريل لي رو على موقع اتحاد ألعاب الكومنولث (مؤرشف) (الإنجليزية)